# Geological Magazine
Geological Magazine est une revue scientifique à comité de lecture fondée en 1864, qui traite des sciences de la Terre. Elle publie des articles de recherche scientifique originaux sur des sujets géologiques. La revue est publiée tous les deux mois par Cambridge University Press.